# ファガーニャ
ファガーニャ（伊: Fagagna）は、イタリア共和国フリウリ＝ヴェネツィア・ジュリア州ウーディネ県にある、人口約6,000人の基礎自治体（コムーネ）。

## 地理

### 位置・広がり

#### 隣接コムーネ
隣接するコムーネは以下の通り。
- バジリアーノ
- コッロレード・ディ・モンテ・アルバーノ
- マルティニャッコ
- メレート・ディ・トンバ
- モルッツォ
- リーヴェ・ダルカーノ
- サン・ヴィート・ディ・ファガーニャ

### 気候分類・地震分類
ファガーニャにおけるイタリアの気候分類 (it) および度日は、zona E, 2428 GGである。
また、イタリアの地震リスク階級 (it) では、zona 2 (sismicità media) に分類される。

## 行政

### 分離集落
ファガーニャには、以下の分離集落（フラツィオーネ）がある。
- Battaglia, Ciconicco, Madrisio, San Giovanni in colle, Villalta, Villaverde

## 文化・観光
「イタリアの最も美しい村」クラブ加盟コムーネである。